# Лоис Гриффин
Лоис Патрис Пьютершмидт Гриффин (англ. Lois Patric Pewterschmidt Griffin) — персонаж мультсериала «Гриффины», 55-летняя домохозяйка, жена Питера Гриффина, мать Мег, Криса и Стьюи. По национальности является американкой еврейского происхождения. 
Происхождение
Лоис родилась 1 февраля 1969 года в Ньюпорте, штат Род-Айленд, в семье богатого промышленника Картера Пьютершмидта. Воспитывалась в атмосфере равнодушия родителей (в серии «Let's Go to the Hop» Лоис вспоминает, как отец отказался выкупить похищенную дочь у террористов, потому что «не ведет переговоры с бандитами»). Как выяснилось в эпизоде «Family Goy» (восьмой сезон), мать Лоис — жертва Холокоста, следовательно Лоис — еврейка по матери (у евреев национальность определяется по матери). По отцу и в мире Лоис — немка (предположительно по окончанию фамилии отца на -шмидт).

## Знакомство с Питером и семейная жизнь
Хотя Питер и Лоис принадлежали к разным социальным слоям, они познакомились в отеле «Каунтри клаб» («Country Club») (серия «Peter, Peter, Caviar Eater»), где Питер работал разносчиком полотенец. Питер произвел на Лоис впечатление своей искренностью и веселым характером, так отличающимся от холодной чопорности молодых людей её круга. Хотя отец был категорически против их брака (Картер предлагал Питеру миллион долларов в обмен на обещание не видеться с дочерью; а также попросту выкрал Питера и пытался утопить его в океане в «Death Lives»), Лоис и Питер поженились. Возможно, случайно подслушанный разговор между Питером и Картером, в котором жених отказался от большой суммы ради неё, сыграл для Лоис главную роль в выборе будущего мужа. Она по достоинству оценила благородство и бескорыстность мужа, которые, увы, как выяснилось в дальнейшем, не являются характерными для Питера. Впрочем, Лоис искренне, сильно и бескорыстно любит своего мужа на протяжении всех серий, невзирая на все его недостатки. Почти в каждой серии Питер чем-либо огорчает или даже приводит в бешенство Лоис, но к концу эпизода они обычно мирятся.
Выйдя замуж и поселившись вместе с Питером в городке Куахоге (сравнительно недалеко от родителей), Лоис с головой ушла в заботы о муже и детях. Все своё время она посвящает домашней работе и исправлению тех неприятностей, в которые так любит попадать Питер.

## Родственники
Кроме мужа, детей и родителей Лоис, в некоторых эпизодах зрителю представлены её прочие родственники:
- Кэрол (Carol) — младшая сестра. Была замужем девять раз, от восьмого брака имеет сына. Живёт в Куахоге, а после в Техасе. Показана в эпизодах «Emission Impossible» и «Boys Do Cry».
- Патрик (Patrick) — старший брат. О его судьбе Лоис долго ничего не знала, пока не обнаружила его в психиатрической клинике в эпизоде «The Fat Guy Strangler». Очень сильно ненавидит толстых людей. Взяв его на поруки домой, Лоис вскоре раскаялась в этом, так как он пытался убить её мужа. В конце эпизода Патрика вернули в лечебницу.

## Профессии
В свободное от домашних дел время Лоис даёт уроки игры на фортепиано («Wasted Talent»). При этом в отдельных сериях она работала и вне дома: стюардессой (Dammit Janet!), фотомоделью, проституткой, чтобы оплатить учёбу Криса (No Chris Left Behind), мэром (It Takes a Village Idiot, and I Married One), репортёром (FOX-y Lady) и оператором на линии «секс по телефону» (Call Girl). В прошлом также была порноактрисой (And I'm Joyce Kinney) и делала слепки частей тел знаменитостей (Brian the Bachelor).

## Характер и привычки
Как правило, Лоис уравновешена и спокойна. Она служит как бы противовесом Питеру с его сумасбродными идеями и авантюрным характером. Но в то же время Лоис то и дело дает понять, что не является «синим чулком» или консерватором: она увлекается боевыми искусствами, демонстрирует Мэг, как надо целовать девочек и т. д. Вполне возможно, что тайная алкоголичка. В кратчайшие сроки доходила и до ожирения и анорексии. Также, Лоис страдает клептоманией в эпизоде «Breaking Out Is Hard to Do» и игроманией в «The Son Also Draws». В эпизодах «Deep Throats» и «Prick Up Your Ears» даётся упоминание, что Лоис не чурается наркотиков.
В серии «A Very Special Family Guy Freakin' Christmas», когда у Гриффинов не осталось ничего на Рождество, она окончательно взбесилась и начала срывать зло на людях, но в конце концов её удалось успокоить и накачать лекарствами; также ярость Лоис можно наблюдать в эпизоде «I Am Peter, Hear Me Roar». Таким образом, Лоис не всегда бывает доброй и рассудительной.
В первых двух сезонах Лоис показана здравомыслящей и добродушной женой и матерью, культурным и интеллигентным человеком с большим кругозором. В более поздних сезонах Лоис постепенно становится типичной домохозяйкой, мало чем интересующейся. Заметно, что её отношения со старшими детьми также ухудшились, поскольку она практически ими не занимается. Особенно зло и эгоистично Лоис стала относиться к Мег и Брайану. Если в ранних сериях она пыталась разобраться в семейных неурядицах, то теперь её это мало волнует.
В большинстве серий носит зелёную блузку, тёмно-бежевые брюки и фиолетовые туфли.

## Сексуальность
Лоис достаточно привлекательна и сексуальна. Помимо Питера, без ума влюбленного в жену и ревнующего её даже к собственному отражению в зеркале, на Лоис имеют виды и другие мужчины: Гленн Куагмир (в нескольких сериях), мистер Пинчли (англичанин, содержатель паба, подставивший Питера в «One If by Clam, Two If by Sea») и прочие. Известно, что в молодости она переспала с ещё неизвестным Джином Симмонсом из группы Kiss (любимая группа её мужа, Питера) («A Very Special Family Guy Freakin' Christmas»), а также подружкой в колледже. В серии «Bill and Peter's Bogus Journey» переспала с Биллом Клинтоном. Тайно Лоис любит и Брайан: в эпизоде «Brian in Love» он озвучил ей свои чувства, но они решили остаться друзьями, а в серии «Perfect Castaway» всё-таки стал её официальным мужем, когда Питера объявили пропавшим без вести.
В нескольких эпизодах появляется в мужской одежде.
Также, в первой серии «Шоу Кливленда», Кливленд просит её и Бонни Суонсон поцеловаться, на что обе соглашаются, слегка выпив, и обеим это весьма нравится.

## Интересные факты
- Впервые Лоис Гриффин появилась на экране за четыре года до «Гриффинов» в мультфильмах «Жизнь Ларри» и «Ларри и Стив» (Сет Макфарлейн, 1995, 1997)[1].
- Алекс Борштейн, озвучивающая Лоис, кроме того в мультсериале озвучивает Тришу Таканаву, Лоретту Браун и Барбару Пьютершмидт. Создателю «Гриффинов», Сету Макфарлейну, первоначально голос Александры не очень понравился за растянутость и неспешность (Make your voice a little less annoying and speed it up, or every episode will last four hours!)[2].
- Лоис Гриффин заняла 32-е место в списке «100 лучших мультипликационных персонажей» по версии сайта inthe00s.com[3].
- Изображение Лоис Гриффин было отпечатано и пользуется популярностью на автомобильных освежителях типа «ёлочка», бейсболках, наклейках на бампер автомобиля, магнитах на холодильник, кольцах для ключей, пуговицах, часах, мыльницах, шарах для боулинга и семейных трусах[4]
- В некоторых эпизодах Лоис появляется без бюстгальтера, несмотря на то что она ходит в своей зелёной рубашке. Это мы можем видеть в эпизоде «Лоис убивает Стьюи»
- 8 мая 2007 вышла юмористическая книга «Гриффины: Кругом полно идиотов, и за одного из них я вышла замуж» (англ. Family Guy: It Takes a Village Idiot, and I Married One). Авторы — Черри Чеваправатдумронг (автор сценариев нескольких эпизодов мультсериала «Гриффины») и Алекс Борштейн (автор сценариев нескольких эпизодов и озвучивание нескольких персонажей там же), количество страниц — 96, издатели — англ. HarperCollins (в США) и англ. Orion Publishing Group (в Великобритании). Название книги одинаково с названием семнадцатого эпизода пятого сезона мультсериала. Содержание произведения представляет собой монолог Лоис, рассказывающей о своей жизни, иногда прерываемый Питером[5][6].
- Есть ещё один пример злости, например, в 16 серии 8 сезона, она была в ярости, узнав, что Питер ненавидит своих детей.